# Bresdon
Bresdon ist eine französische Gemeinde mit 228 Einwohnern (Stand: 1. Januar 2022) im Département Charente-Maritime in der Region Nouvelle-Aquitaine (vor 2016: Poitou-Charentes); sie gehört zum Arrondissement Saint-Jean-d’Angély und zum Kanton Matha. Die Einwohner werden Bresdonniens und Bresdonniennes genannt.

## Geographie
Bresdon liegt etwa 75 Kilometer ostsüdöstlich von La Rochelle in der Saintonge. Umgeben wird Cressé von den Nachbargemeinden 
- Beauvais-sur-Matha im Norden und Nordwesten,
- Ranville-Breuillaud im Norden und Nordosten,
- Verdille im Osten,
- Val-d’Auge mit Auge-Saint-Médard im Osten und Südosten und Anville im Südosten,
- Neuvicq-le-Château im Süden,
- Siecq im Südwesten,
- Saint-Ouen-la-Thène im Westen.

## Bevölkerungsentwicklung
| Jahr                       | 1962 | 1968 | 1975 | 1982 | 1990 | 1999 | 2006 | 2017 | 2019 |
| Einwohner                  | 393  | 368  | 391  | 342  | 307  | 279  | 263  | 223  | 216  |
| Quellen: Cassini und INSEE |      |      |      |      |      |      |      |      |      |

## Sehenswürdigkeiten
- Kirche Saint-Alban aus dem 12. Jahrhundert, seit 1948 als Monument historique eingeschrieben

Siehe auch: Liste der Monuments historiques in Bresdon

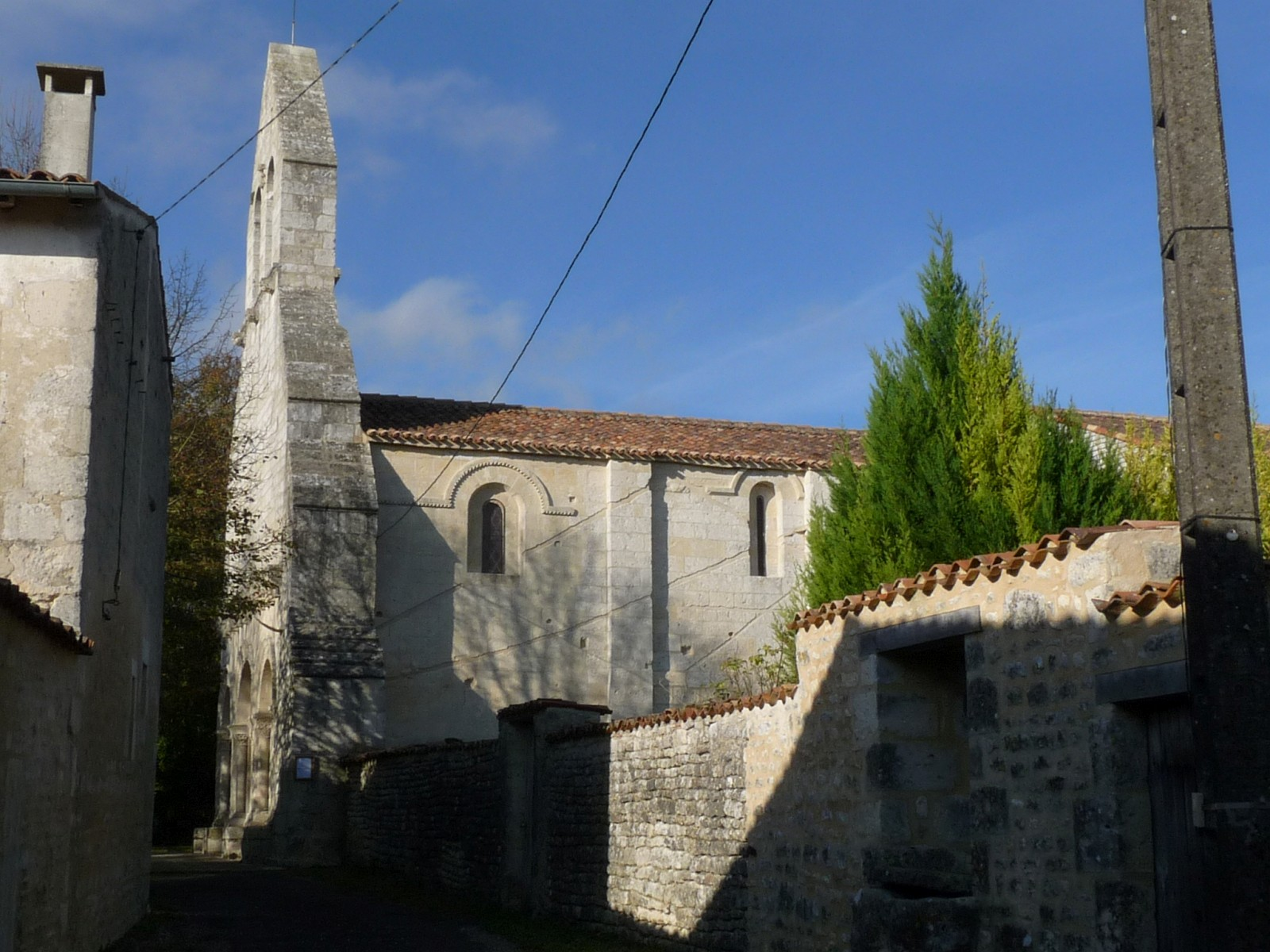
Kirche Saint-Alban